# Djakonovo (Koersk)
Djakonovo (Russisch: Дьяконово) is een dorp (selo) in de Russische oblast Koersk, district Oktjabrski. De plaats is het administratieve centrum van de selsovjet Djakonovski.

## Geografie
Djakonovo ligt op het Centraal-Russisch Plateau, op de rivier de Vorobzja (de linker zijrivier van de Sejm), 17 km ten zuidwesten van Koersk, 2 km ten westen van Prjamitsyno.

### Klimaat
Het lokale klimaat is vochtig continentaal, met significante regenval gedurende het hele jaar (Dfb volgens de klimaatclassificatie van Köppen).
|                                         | jan  | feb  | mrt  | apr  | mei  | jun  | jul  | aug  | sep  | okt  | nov  | dec  |
| --------------------------------------- | ---- | ---- | ---- | ---- | ---- | ---- | ---- | ---- | ---- | ---- | ---- | ---- |
| Gemiddelde maximale dagtemperatuur (°C) | −4,1 | −3,1 | 2,9  | 13,1 | 19,4 | 22,7 | 25,3 | 24,7 | 18,2 | 10,6 | 3,4  | −1,2 |
| Gemiddelde minimale dagtemperatuur (°C) | −8,7 | −8,7 | −4,8 | 2,8  | 9,2  | 13,1 | 15,9 | 15   | 9,8  | 4    | −1,2 | −5,3 |
| Gemiddelde neerslag in (mm)             | 51   | 45   | 47   | 50   | 62   | 71   | 73   | 55   | 59   | 59   | 47   | 49   |
| Gemiddelde regendagen                   | 8    | 8    | 8    | 7    | 8    | 9    | 9    | 6    | 7    | 7    | 7    | 9    |

## Inwonersontwikkeling
| Jaar | Aantal inwoners |
| ---- | --------------- |
| 2002 | 4125            |
| 2010 | 3906            |

Opmerking: Volkstelling

## Economie en infrastructuur
De plaats heeft de volgende straten: Gorodskaja, Komsomolskaja, Krasnoj Zvezdy, Lomakina, Loegovaja, Magistralnaja, Mirnaja, Molodjozjnaja, Parkovaja, Pervomajskaja, Pobedy, pereoelok Pobedy, Polevaja, Sadovaja, Simonenko, Sovetskaja, Sjkolnaja, Tsentralnaja, Zaretsjnaja en Zavodskaja (1542 huizen).

### Verkeer
Djakonovo ligt 11 km van de federale autoweg M-2 of Krim.
1. Malaja Dolzjenkova · 2. Malaja Dolzjenkova · Adojeva · Aleksejevka · Aljabjeva · Anachina · Andrianovka · Artjoechovka · Avdejeva · Balytsjevo · 
Bolsjoje Dolzjenkovo · Bolsjoje Gostevo · Bolsjoje Oemrichino · Bykanovo · Djakonovo · Djoemina · Dmitrijevka · Dontsy · Filippova · Gorboelino · Gremjatsjka · Iljitsja · Jakovlevka · Jaksjina · Joerjevka · Kalinovka · Katyrina · Kolosovka · Korabljova · Kosinova · Koerjanov · Lebedin · Lipina · Ljoettsjina · Lobazovka · Lozovskoje · Malaja Gosteva · Malaja Oemrichina · Maljoetina · Maslova · Michajlovka · Mitrofanova · Nikolskoje · Nizjnjaja Gorboelina · Nizjnjaja Malychina · Nizjnjaja Mazneva · Nizjnjaja Plaksina · Nizjnjaja Vorobzja · Ochotsjevka · Ozerki · Perkova · Pervomajski · Plotava · Pokrovski · Pokrovskoje · Polovneva · Pozdnjakova · Provotorova · Prjamitsyno · Pyzjova · Repina · Reoetova · Rojkovo · Rozjkova · Sjatov · Sjoeklinka · Sejmski · Semenichina · Skripkin · Soboleva · Sokolovka · Sorokina · Sovetskaja Derevnja · Starkovo · Stojanova · Stresjnevka · Stresjnevski · Soechodolovka · Sviridova · Tsjerkassy · Tsjermosjnoj · Tsjernitsyno · Vanina · Verchnije Postojalyje Dvory · Verchnjaja Gorboelina · Verchnjaja Malychina · Verchnjaja Mazneva · Voloboejevo ·  Zakoebanovka · Zaretsje · Zjoeravlinka · Zjoeravlino · Zjoeravlinski